# Feliksas Baltušis-Žemaitis
Feliksas Baltušis-Žemaitis, litovski general, * 1897, † 1957.